# Konrad Bollstatter

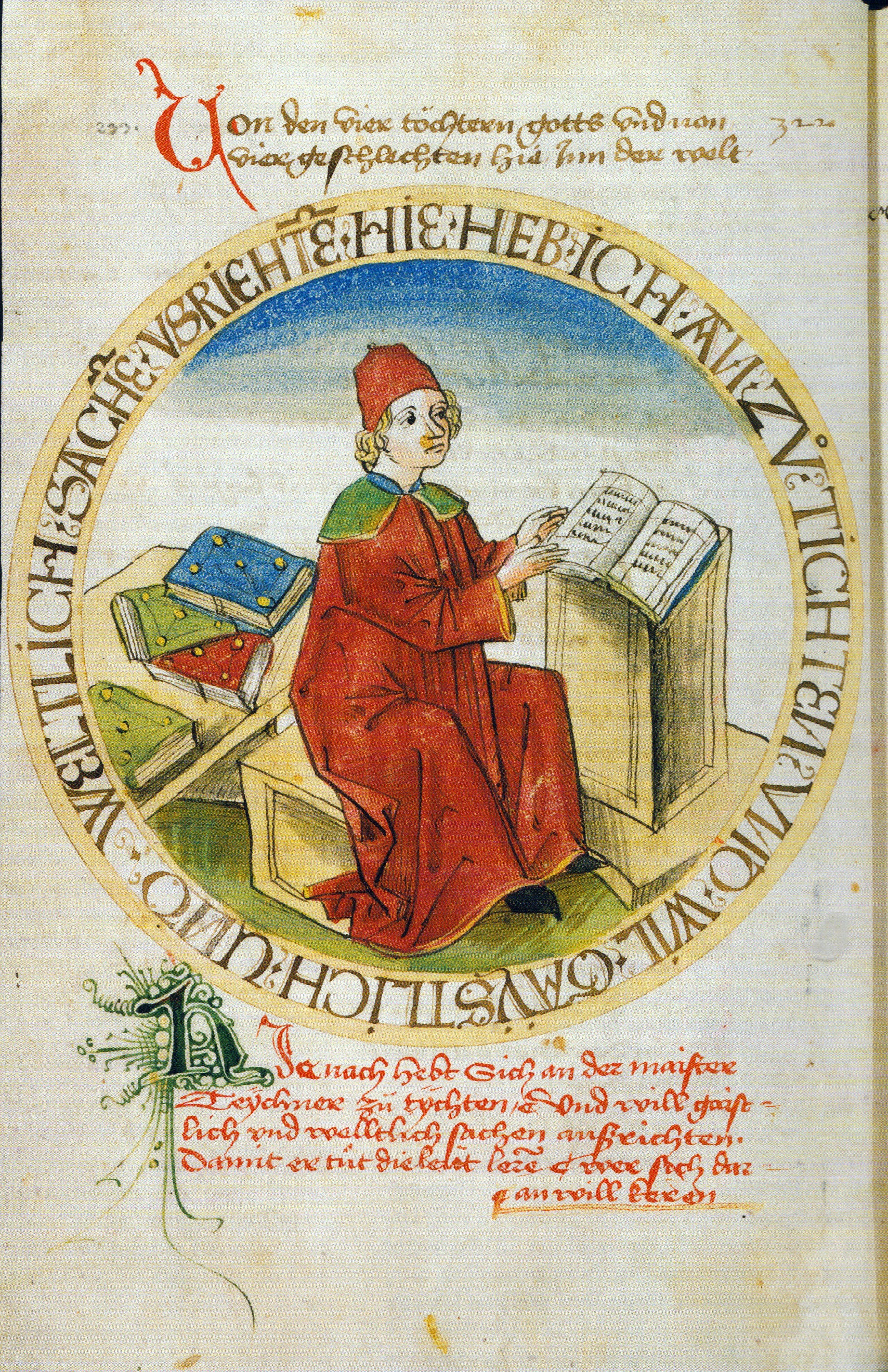
Bollstatter-Handschrift, heute Berlin

Konrad Bollstatter, auch als Konrad Müller bezeichnet, (* um 1420/30 in Oettingen in Bayern; † um 1482/83 in Augsburg) war ein Berufsschreiber.
Sein Vater war Konrad Müller (d. Ä.) aus einer Deininger Schreiberfamilie; möglicherweise ein illegitimer Abkömmling der niederadligen Herren von Bollstatt (gestorben vor Ende 1440). Er war Kanzleischreiber der Grafen von Öttingen.
Bollstatter begann seine Laufbahn als Schreiber in der Kanzlei der Grafen von Öttingen (belegt 1446–1453). Unter anderem war er an der Niederschrift des ältesten öttingischen Lehenbuches beteiligt. In den Jahren 1455 und 1458 durch Schreibervermerke in Höchstädt nachweisbar, ließ er sich spätestens 1466 in Augsburg nieder, wo er – vermutlich in bescheidenen Verhältnissen – als Berufsschreiber lebte.
Während gleichzeitig der Augsburger Buchdruck den literarischen Markt eroberte, ging es Bollstatter nicht um Massenware, sondern um Literatur für Kenner und Liebhaber. Bislang konnten 15 volkssprachliche, zum Teil illustrierte Handschriften von seiner Hand ermittelt werden. Besondere Bedeutung besitzt Bollstatters produktiver Umgang mit seinen Vorlagen, die er redigierte und philologisch behandelte.
Bollstatter bezeichnet sich als Autor eines kurzen Gedichtes von den Töchtern des Teufels. Wahrscheinlich hat er die Übersetzung der Chronik Burchards von Ursberg, die in einer späteren Dresdner Handschrift erhalten ist, verfasst.